# Kate Miller-Heidke
Kate Miller-Heidke, född den 16 november 1981 är en australisk sångerska och skådespelerska. Trots att hon är klassiskt utbildad har hon följt en karriär inom alternativ popmusik. Hon representerade Australien i Eurovision Song Contest 2019 i Tel Aviv, Israel. 
Som en klassisk sångerska har hon vunnit många utmärkelser, inklusive Elizabeth Muir-priset (2000) och Donald Penman-priset (2001). Hennes konservatorium föreställningar inkluderar Orfeus i underjorden (2000), Venus och Adonis (2002) och The Pilgrim's Progress (2002). I juli 2005 gjorde hon sin solo-professionella operativa debut med Opera Queensland i rollen som Flora i The Turn of the Screw.
I början av 2019 meddelades Miller-Heidke som en av de tio kandidaterna för att representera Australien i Eurovision Song Contest 2019 med låten "Zero Gravity"; hon vann i februari 2019. 
År 2016 välkomnade Miller-Heidke och hennes make Keir Nuttall sin första son.